# Culicoides pechumani
Culicoides pechumani är en tvåvingeart som beskrevs av Cochrane 1974. Culicoides pechumani ingår i släktet Culicoides och familjen svidknott. Inga underarter finns listade i Catalogue of Life.